# Stazione di Rimini

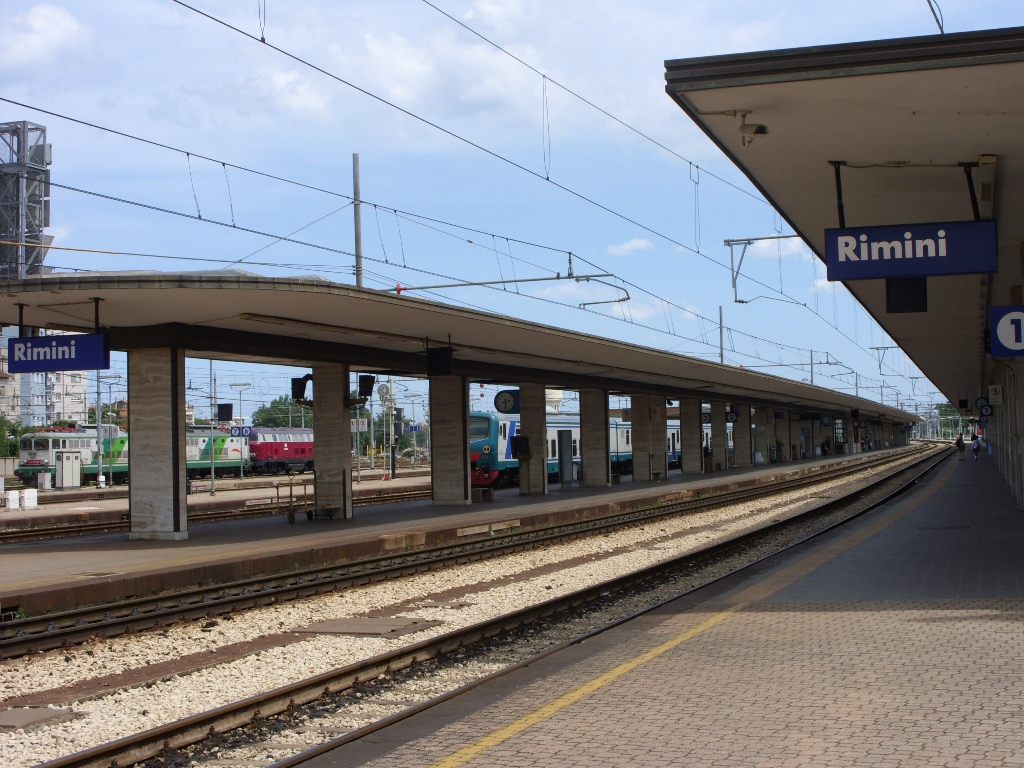
Il piazzale binari

La stazione di Rimini è una stazione ferroviaria posta sulla linea Bologna-Ancona, a servizio della città di Rimini. È inoltre capolinea della linea per Ferrara.

## Storia
La costruzione della stazione, prevista nell'ambito della realizzazione della ferrovia Bologna - Ancona da parte della Società per le strade ferrate romane, si svolse tra il 1860 e il 1861. L'inaugurazione avvenne, in concomitanza con quella della tratta Rimini-Bologna, il 4 ottobre del 1861 alla presenza del principe Umberto di Savoia. L'edificio di forma piuttosto semplice venne costruito alla periferia lato mare della città con annessi il deposito locomotive e l'Officina riparazioni. Il 1º luglio 1865 la stazione passò sotto la giurisdizione della Società per le Strade Ferrate Meridionali assieme a tutta la linea Bologna - Ancona. Nel 1889 divenne stazione di diramazione (con la costruzione della linea di Ravenna e Ferrara) e ciò, unito alla crescita esponenziale del traffico viaggiatori, determinò la necessità di un ampliamento della stazione e la costruzione di altri fabbricati annessi.
L'ulteriore aumento del traffico rese presto insufficiente il fabbricato viaggiatori e divenne indispensabile lo spostamento a sud del deposito locomotive e dell'Officina Grandi Riparazioni per ricavare lo spazio in cui venne costruito il piazzale binari più ampio e il nuovo edificio, progettato dall'architetto Ulisse Dini e inaugurato il 1º novembre 1914. Il nuovo fabbricato venne costruito con pretese di eleganza e funzionalità ed è inserito tra gli edifici storici protetti della città.
La stazione fu oggetto di bombardamenti navali da parte della flotta austriaca dopo l'entrata in guerra dell'Italia nel primo conflitto mondiale tra 1915 e 1917.
Nel 1916 divenne origine della linea per Novafeltria che si attestò sul piazzale antistante della stazione; tale linea rimase attiva fino al 1960.
Nel 1932 divenne origine della piccola linea internazionale per San Marino che si attestò su un piazzale a scartamento ridotto costruito a fianco del 1º binario di stazione.
Alla fine del 1938 in conseguenza dell'elettrificazione della linea fino ad Ancona vennero eseguiti importanti lavori adeguamento degli impianti, ma pochi anni dopo scoppiata la seconda guerra mondiale l'intera stazione e gli impianti attigui vennero, tra 1943 e 1944, ripetutamente devastati dai bombardamenti alleati con una impressionante serie di quasi 400 incursioni aeree.
Alla fine del conflitto iniziarono i lavori di ricostruzione dei fabbricati danneggiati e del ripristino degli impianti portati a termine in tempi abbastanza rapidi. Nel 1963 venne installata l'apparecchiatura ACEI di comando degli apparati di stazione e nel 1978 venne ulteriormente ampliato il fascio viaggiatori portando a 7 i binari muniti di marciapiede.
Nel 1995 venne chiuso il deposito locomotive, declassato a rimessa.
Gli anni duemila hanno coinciso con la dismissione degli impianti ferroviari attigui, tra cui il Deposito locomotive (nel 2003) e del fascio merci, trasformato in parcheggio.

## Strutture e impianti
Il primo fabbricato della stazione venne costruito secondo la concezione classica del tempo con corpo centrale a due livelli e due corpi a 1 livello affiancati con fabbricati di servizio accessori adiacenti. I binari di servizio erano 4 più quelli tronchi.
Attualmente, il fascio binari principale adibito al servizio viaggiatori è composto da 7 binari passanti (tutti dotati di banchina e pensilina e collegati tra loro tramite due sottopassaggi e un ascensore) e 2 tronchi piazzale est (lato Ancona). I binari di corretto tracciato della linea Bologna-Ancona sono il secondo (in direzione Bologna) e il terzo (in direzione Ancona). Ai 7 binari passanti è affiancato, lato mare, un fascio binari secondario adibito al ricovero dei rotabili. 
Sono in corso i lavori di prolungamento del sottopassaggio centrale fino alla zona della città a mare della stazione al fine di creare un secondo accesso secondario rivolto verso mare attualmente mancante.

## Movimento
La stazione è uno degli scali intermedi principali della linea Bologna-Ancona e capolinea sud della ferrovia Ferrara-Rimini, venendo quindi servita quotidianamente sia da collegamenti regionali, svolti da Trenitalia Tper nell'ambito del contratto di servizio stipulato con la regione Emilia-Romagna (in particolare sulle direttrici Ancona-Piacenza e Rimini-Bologna via Ravenna), che da numerosi treni a lunga percorrenza di Trenitalia (InterCity e Frecce). È inoltre servita anche da alcuni treni alta velocità di NTV, che però effettua collegamenti con la riviera adriatica solo in estate. 
È la stazione più frequentata di tutta la riviera romagnola e una delle principali dell’intera Emilia Romagna, con viaggiatori pendolari durante tutto l’anno e, trattandosi di una delle località balneari più importanti e meta di vacanza della riviera, un massiccio movimento turistico in estate.
A novembre 2019, la stazione risultava frequentata da un traffico giornaliero medio di circa 9669 persone (4351 saliti + 5318 discesi), trattandosi quindi della sesta stazione più frequentata della regione dopo Bologna Centrale, Modena, Parma, Ferrara e Reggio Emilia.

## Servizi
La stazione, che RFI classifica nella categoria gold, dispone di:
- Biglietteria a sportello
- Biglietteria automatica
- Sala d'attesa
- Servizi igienici
- Posto di Polizia ferroviaria
- Ufficio informazioni turistiche
- Bar
- Negozi

## Interscambi
La stazione di Rimini fu affiancata dal 1916 al 1960 dal capolinea della linea per Novafeltria, e dal 1932 al 1944 accolse, a fianco del 1º binario lato nord, il capolinea della linea per San Marino.
Nelle adiacenze della fermata sono presenti fermate e capilinea dalla rete di trasporto pubblico su gomma esercita da Start Romagna mediante alcune autolinee e la filovia Rimini-Riccione, che nel 1939 aveva sostituito la preesistente tranvia extraurbana.
- Bus Rapid Transit (Metromare)
- Fermata autobus